# NGC 5031
NGC 5031 ist eine 13,5 mag helle Linsenförmige Galaxie vom Hubble-Typ S0/a im Sternbild Jungfrau auf der Ekliptik. Sie ist schätzungsweise 122 Millionen Lichtjahre von der Milchstraße entfernt und hat einen Durchmesser von etwa 65.000 Lj.
Im selben Himmelsareal befinden sich u. a. die Galaxien NGC 5030, NGC 5035, NGC 5038, NGC 5044.
Das Objekt wurde am 17. März 1881 vom US-amerikanischen Astronomen Edward Singleton Holden entdeckt.